# 大格利尼克湖
52°27′57″N 13°6′39″E / 52.46583°N 13.11083°E
大格利尼克湖（德語：Groß Glienicker See），是一个位于德国柏林州和勃兰登堡州的湖泊，长2千米，宽530米，面积为0.67平方千米，海拔高度30.85米，湖岸周长为5千米。

## 地理
大格利尼克湖东岸为柏林州施潘道区的克拉多，西岸为勃兰登堡州波茨坦的大格利尼克区。湖泊几乎被居民住宅区包围，东岸的住宅区也被称为大格利尼克（Groß Glienicke）。湖水主要由地下水供给，最深处为11.25米，平均水深6.79米。

### 水质
大格里尼克湖水质优良，能见度高，平均能见度为3.4米，是柏林最清澈的湖泊之一，还被用于制造饮用水。20世纪80年代，湖泊水质由于未经充分处理污水的排放而恶化，水体富营养化，磷含量超标，藻类生长旺盛。1992年和1993年，湖泊水体得到治理，磷元素被铁盐沉积在湖底，湖泊重现往日清澈。

## 历史
格里尼克湖中央曾经是西柏林和东德的边界，以浮标为标志。西柏林人允许游到湖中浮标处，冬季在冰上也只能走到浮标。而湖泊实际上是柏林墙的一部分，因此东德公民禁止下湖。湖泊现在是柏林州和勃兰登堡州的边界。